# Dorika turtur
Dorika turtur là một loài bướm đêm trong họ Noctuidae.